# Розенгартен (Нижня Саксонія)
Розенгартен (нім. Rosengarten) — сільська громада в Німеччині, розташована в землі Нижня Саксонія. Входить до складу району Гарбург. Складова частина об'єднання громад г.
Площа — 63,67 км2. Населення становить 13 627 ос. (станом на 31 грудня 2021).